# Hafen Tobruk

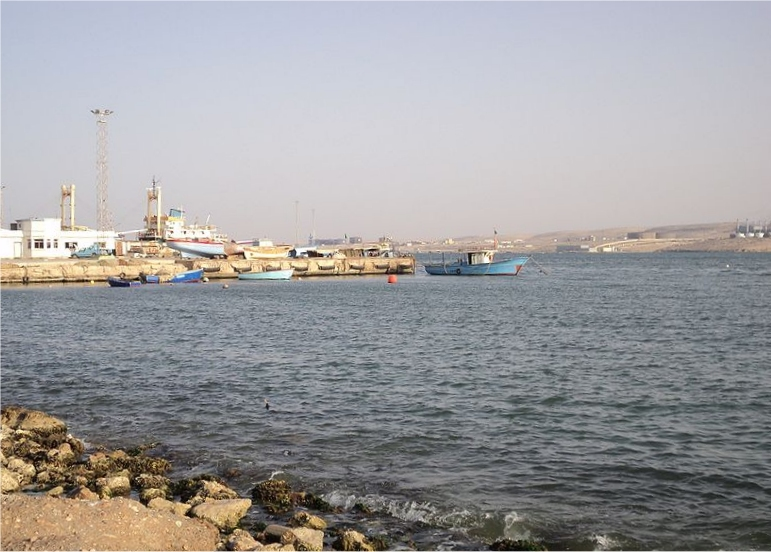
(2011)

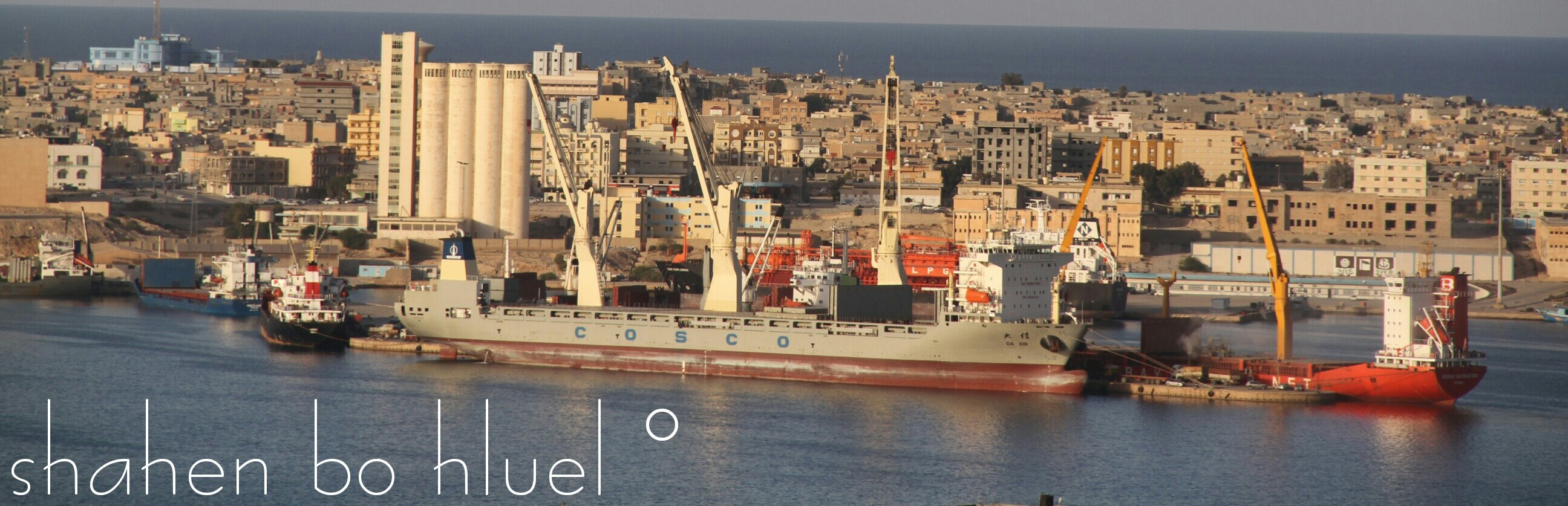
(2014)

Der Hafen Tobruk (arabisch: ميناء طبرق) ist ein am Mittelmeer gelegener Tiefseehafen in Tobruk (Libyen). Er wurde 1986 eröffnet und liegt im Osten Libyens nahe der Grenze zwischen Ägypten und Libyen, etwa 450 km östlich von Bengasi.

## Geschichte
Tobruk hieß in der Antike Paraitonion und war für die hellenischen Staaten ein wichtiger Hafen. Es lag zeitweise in der römischen Provinz Creta et Cyrene bzw. während der Spätantike in Libya inferior.
Während des Italienisch-Türkischen Krieges 1911/1912 landeten in Tobruk 35.000 italienische Soldaten unter dem Kommando von Carlo Canvey.
Während des Zweiten Weltkriegs wurde der Hafen von 12.000 britischen und indischen Soldaten sowie von 14.000 australischen Soldaten befestigt. Von April 1941 bis November 1941, während des Afrikafeldzuges, umstellten Wehrmacht-Truppen unter dem Kommando des Generals Erwin Rommel den Hafen und belagerten Tobruk ab dem 11. April 1941.
Am 27. November 1941, 230 Tage später, entsetzten Truppen der 8. britischen Armee Tobruk (Operation Crusader).
In den 1960er Jahren wurde hochviskoses Öl aus dem Sarir-Feld per Pipeline nach Tobruk gepumpt und dort auf Öltanker verladen. Auf See konnte es nicht sicher verladen werden.
Der Hafen wurde Ende 1966 gebaut. Die erste Ölladung wurde am 10. Januar 1967 exportiert. Er wurde bis 1971 von British Petroleum (BP) betrieben. Am 1. September 1969 kam Gaddafi durch einen Militärputsch an die Macht. Er verstaatlichte 1971 die libysche BP-Niederlassung.
Während des Bürgerkriegs in Libyen 2011 wurde der Hafen nach Zusammenstößen zwischen Demonstranten und Regierungstruppen vorübergehend geschlossen, am 28. Februar 2011 für den Ölexport wieder geöffnet und später wieder vollständig geöffnet. Ab August 2014 wurde der gesamte Hafenverkehr vom Hafen von Bengasi auf den Hafen Tobruk umgeleitet, weil der Hafen Bengasi damals geschlossen war.